# Kurczak (film)
Kurczak (ang The Mudge Boy) – amerykański dramat filmowy w reżyserii Michaela Burke z 2003 r.

## Główne role
- Emile Hirsch - Duncan Mudge
- Tom Guiry - Perry Foley
- Richard Jenkins - Edgar Mudge
- Pablo Schreiber - Brent
- Zachary Knighton - Travis
- Ryan Donowho - Scotty
- Meredith Handerhan - Tonya
- Beckie King - April
- Sandra Gartner - Lydia Mudge
- Tara O'Reilly - Emily Foley
- Barbara Lloyd - Irene Blodgett
- Sam Lloyd - Ray Blodgett
- Hannah Franzoni - Tracey Foley
- George Woodard - Merrit Foley